# Duewag-Siemens R-Wagen
A Duewag-Siemens R-Wagen egy németországi hattengelyes csuklós villamostípus, amelynek egységei jelenleg Frankfurt am Main városában közlekednek, a VGF (Stadtwerke Verkehrsgesellschaft Frankfurt) állományában. A sorozat példányai 1992 és 1997 között készültek a Siemens tulajdonában lévő Duewag vállalat gyárában. Ez a típus a világ első, teljes egészében alacsonypadlós villamosa. 
2021-ben a Budapesti Közlekedési Zrt. részéről felmerült a selejtezés előtt álló R-Wagenek vásárlása, amelyekkel a még forgalomban lévő Ganz ipari csuklós villamosokat váltanák le véglegesen. A villamosok két ütemben érkezhetnek: 2021-től 2022-ig 15 darab R1-es modell, majd 2025 és 2026 között 20 darab R2-es.

## Története
Az 1980-as évek vége felé Frankfurt számára világossá vált, hogy az eredeti cél, a villamosközlekdés 2000-ig történő teljes felszámolása nem működőképes ötlet. Emiatt szükségessé vált az új szerelvények beszerzése, amelyek immár, a korábbiaktól eltérően, alacsonypadlós kialakításúak voltak. Az akkori szocialista-zöld önkormányzat utasítására a Frankfurti Városi Közművek egy teljesen alacsonypadlós villamost rendelt a Duewagtól. Az R-Wagen volt a világ első olyan sorozatban gyártott villamosa, amely teljes mértékig alacsonypadlós volt. Mivel az első járműnek lehetőleg még az 1993-as önkormányzati választások előtt Frankfurtba kellett érkeznie, a Duewagnak csak néhány hónap állt rendelkezésére a tervezésre és a kivitelezésre. Az újonnan épített jármű szokásos, prototípusokkal történő tesztelését elegendő idő hiányában ki kellett hagyni. Az előírt 100%-os alacsony padlófelület elérése érdekében minden egyes kocsiszekcióban egy forgóváz helyezkedik el a karosszéria közepén. Ezért a szokásos négy forgóváz helyett csak hármat használtak. A két szélső kocsi forgóvázai egyenként négy, 50 kW teljesítményű kerékagymotorral rendelkeznek, a középső kocsiszekrény forgóváza nem rendelkezik saját meghajtással. A motorok vízhűtésesek. Ezek a víztartályok a kocsik tetején találhatóak, ami ahhoz vezetett, hogy a nyári időszakban a villamosok olykor leálltak a túlmelegedett víz miatt. 
A VGF 1993-ban 40 darab villamost vett át két részletben. Az első sorozatban (feltehetőeg a kivitelezésre fennálló nagyon kevés idő miatt) rendkívül gyakoriak voltak a meghibásodások, az első próbautat az indulás után szinte azonnal meg kellett szakítani. Továbbá a villamosok haladás közben igen hangosak voltak, kanyarodáskor pedig erősen rázkódtak. Két szerelvényt a sorozatos hibák miatt teljesen ki kellett vonni a szolgálatból. Ezeket a problémákat később orvosolták, a második széria már hibátlanul érkezett a városba, de ennek ellenére a városvezetés úgy döntött, nem rendel többé ebből a típusból. A villamosok gyártását a Siemens 1997-ben abbahagyta, és innentől az utódtípus, a Combino gyártására koncentrált. 
2006 óta a kocsik széles körű korszerűsítésen estek át, különösen a belső teret újították meg. A 2018 júniusában megrendelt T típusú új villamosok a tervek szerint 2021 végétől váltják fel az elsőgenerációs R-Wageneket.

### Magyarországi alkalmazása
A budapesti Ganz CSMG villamosok leváltása már korábban megkezdődött, CAF Urbos villamosokra. Mivel további CAF szerelvények lehívására forrás hiányában nincs lehetőség, a BKV a Németországban kivonás előtt álló R-Wagenek beszerzése mellett döntött, melyek a tervek szerint több részletben, 2021 és 2026 között érkeznének a magyar fővárosba. Így az R-Wagen lenne a második budapesti villamostípus, amit használtan vesz a főváros, a TW 6000 után. A villamosok így feltehetőleg a 47-es, a 48-as, a 49-es, a 2-es, és a 2M-es vonalon közlekedhetnének. Karácsony Gergely budapesti főpolgármester a Covid-járvány miatti személyes jogkörrel élve elfogadta a vásárlásról szóló határozatot, ennek értelmében 35 darab használt R-Wagen fog érkezni Budapestre, mintegy 8 milliárd forintos vételáron. Ez azonban csak akkor történik meg, ha a tesztek beváltják a hozzájuk fűzött reményeket.
A villamosok beszerzésekor felmerült a kérdés, hogy a szerelvények klimatizálhatóak-e. A frankfurti városvezetés éppen a légkondicionálók hiánya miatt döntött a kocsik eladása mellett, mivel a járművek teteje nem bírná el a berendezések súlyát (ugyanakkor az R2-esek vezetőfülkéjét már klimatizálták Frankfurtban). Az utastérbe ugyanakkor lehetséges lenne a klíma elhelyezése, viszont ez az ülésszámok csökkenésével járna. A BKV vizsgálja ennek lehetőségét. A BKV szerint, ahogy korábban sikeresen megvalósítottak egy hannoveri villamos klímabeépítését, úgy a frankfurti villamosok klimatizálása is megoldható, és az még nehezebb feladat volt.